# Сатыбалдыулы, Кайрат
Кайрат Сатыбалдыулы (род. 16 мая 1970, Алматы) — в прошлом казахстанский бизнесмен и чиновник, занимавший ряд государственных постов и должностей в крупных казахстанских компаниях, осуждённый в 2022 году по обвинению в коррупции. Племянник первого президента Казахстана Нурсултана Назарбаева.

## Биография
Происходит из рода шапрашты Старшего жуза. Родился 16 мая 1970 в Алматы в семье Сатыбалды Назарбаева, младшего брата Нурсултана Назарбаева. Младший брат — Самат Абиш, бывший первый заместитель председателя Комитета национальной безопасности Республики Казахстан.
В 1990 году окончил Алма-Атинское высшее общевойсковое командное училище имени И. С. Конева. В 1993 году проходил высшие курсы Комитета национальной безопасности. Окончил Алматинский Государственный университет имени Абая (1998), ЕНУ имени Л. Н. Гумилева (2002), Атырауский институт нефти и газа (2002).
- С 1990 по 1991 гг. — служба на офицерских должностях в рядах ВС СССР;
- С 1991 по 1998 гг. — служба на офицерских должностях в органах КНБ;
- С 1998 по 2000 гг. — заместитель акима города Астаны;
- С 2000 по 2003 гг. — вице-президент ЗАО "Национальная компания «Kazakh Oil»;
- С 2003 по 2005 гг. — служба на руководящих офицерских должностях в органах Комитета Национальной Безопасности Республики Казахстан;
- С 2005 по 2006 гг. — первый вице-президент АО "Национальная компания «Қазақстан Темір жолы»;
- С 2006 по 2010 гг. — председатель совета директоров АО "Корпорация «Дуние»;
- С мая 2010 года по декабрь 2015 года — секретарь партии «Нур Отан»;
- С 2016 года — управляющий партнер Alatau Capital Invest (с 2016).

По состоянию на октябрь 2018 года Кайрат Сатыбалдыулы входил в рейтинг 50 самых богатых людей Казахстан от журнала Forbes, его состояние оценивалось в 168 миллионов долларов США.
В декабре 2019 года принял участие в открытии Исламского центра имени Сатыбалды Абишулы в Сарыагаше. На церемонии открытия также присутствовали Неджметтин Эрдоган Билал, аким Туркестанской области Умирзак Шукеев, верховные муфтии Казахстана, Узбекистана и Кыргызстана.
13 марта 2022 года Сатыбалдыулы был задержан при попытке вылететь за рубеж. 16 марта была задержана его бывшая супруга Гульмира Сатыбалды. 26 сентября 2022 года Суд города Астаны приговорил Сатыбалдыулы к 6 годам лишения свободы с конфискацией имущества и лишением государственных наград. Среди доказанных обвинений — причинение материального ущерба АО «Казахтелеком» на сумму более 12 млрд тенге и растрата имущества АО «Центр транспортного сервиса».
В течение двух лет после приговора суда казахстанское антикоррупционное ведомство проводило работу по изъятию у Кайрата Сатыбалды незаконно нажитого имущества:

«В этой связи Сатыбалды в целях возмещения ущерба передаются государству бизнес центры, административные здания, коммерческие помещения, дома, квартиры, объекты незавершенного строительства, земельные участки, эксклюзивные драгоценности, люксовые автомашины и денежные средства. К их числу относится отель „Double Tree by Hilton Almaty“, который еще в ноябре 2021 года был приобретен предприятием, связанным с Сатыбалды». По данным Антикора, с 2022 года в целом возвращено более 1 триллиона тенге активов. «Из них 732,8 миллиарда тенге было возвращено в рамках расследования дела в отношении Кайрата Сатыбалдыулы». — Агентство по противодействию коррупции РК— 
Среди возвращённого Сатыбалды имущества названы мажоритарная доля акционерного капитала АО «Казахтелеком» — 28,8 процента акций на сумму 93,8 миллиарда тенге, имущественные активы в Казахстане на сумму 158,5 миллиарда тенге, деньги со счетов за границей Казахстана, в том числе из Австрии — 82,1 миллиона долларов, из Лихтенштейна — 260,5 миллиона долларов, из ОАЭ — 14 миллионов долларов. Среди переданного имущества также ювелирные изделия на сумму в 230 миллионов долларов и ценные бумаги на сумму в 300 миллионов долларов.

## Семья
- Отец: Сатыбалды Абишевич Назарбаев (1947—1981), брат Нурсултана Назарбаева. Погиб в автокатастрофе.
- Мать: Светлана Мырзахметовна Назарбаева, учитель.
- Брат: Абиш Самат, бывший первый заместитель Председателя Комитета национальной безопасности Республики Казахстан, в 2024 году осуждённый по статье о превышении власти.
- Супруга: Гульмира Кауасовна Сатыбалды (Назарбаева), в 2023 году осуждена по статьям УК РК об организации преступной группы и похищении человека[5]
- Дети: сын Бауыржан Нурсултан (родился в 1990 году), дочери Аружан Сатыбалды (род. в 1999 г.), Дария Сатыбалды (род. в 2002 г.).[6][7]
- Жены по мусульманскому обряд бракосочетания: Асель, Саида, Асылжан и Ангела.[8] От них ещё 8 детей.

## Награды
По приговору суда Кайрат Сатыбалдыулы был лишён всех ранее полученных государственных наград, в том числе ордена «Құрмет» (получен в 2011).